# Счётчик гектаров

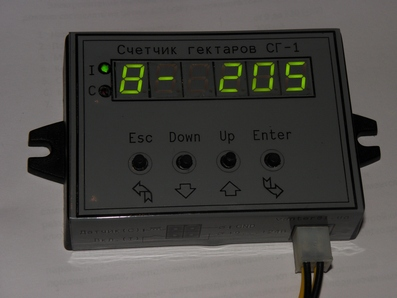
Электронный счётчик гектаров СГ-1

Счётчик гектаров (акров) — механический или электронный прибор, предназначенный для приблизительной оценки площади, обработанной сельскохозяйственной машиной. Счётчики гектаров могут быть установлены на комбайны, сеялки, опрыскиватели и другую технику.
Счётчики гектаров делаются на основе одометров — измерителей пройденного пути. Расчёт обработанной площади производится по показаниям механического или электронного датчика оборотов колеса сельхозтехники, которые пропорциональны пройденному механизмом расстоянию. Показания датчика оборотов колеса пересчитываются в длину пройденного пути, умножаются на ширину обрабатываемой техникой полосы и показываются оператору непосредственно в гектарах.
Электронные счётчики гектаров могут выполнять сразу несколько функций:
- вычисление общей (сезонной) площади, га (ар и т. д.);
- вычисление текущей (суточной) площади, га (ар и т. д.);
- определение скорости движения агрегата;
- определение пройденного пути.

Вычисленное значение является приблизительным, так как на результат вычисления влияет множество факторов, которые счётчиком не учитываются (тип грунта, пробуксовка колёс, непрямолинейность движения, развороты и др.), подробнее см. в статье про одометр.